# Goodenia cirrifica
Goodenia cirrifica är en tvåhjärtbladig växtart som beskrevs av Ferdinand von Mueller. Goodenia cirrifica ingår i släktet Goodenia och familjen Goodeniaceae. Inga underarter finns listade i Catalogue of Life.